# Jean-Bosco Barayagwiza
Jean-Bosco Barayagwiza (Mutura, 1950 – Cotonú, 25 de abril de 2010) fue un diplomático ruandés y presidente del comité ejecutivo de la estación de radio Radio Télévision Libre des Mille Collines entre 1993 y 1994, durante el genocidio ruandés.
Barayagwiza fue uno de los miembros fundadores del partido político extremista Coalición por la Defensa de la República.
El 23 de octubre de 2000, fue acusado por el Tribunal Penal Internacional para Ruanda junto con el político Ferdinand Nahimana y Hassan Ngeze, director y editor de la revista Kangura. Barayagwiza fue inicialmente defendido por la abogada canadiense Marchessault y el abogado estadounidense Danielson. Cuando los dos abogados se retiraron, Barayagwiza fue defendido durante todo el juicio, hasta la sentencia en primera instancia, por el abogado italiano Giacomo Barletta Caldarera, hasta ahora el único abogado que actuó como abogado defensor en un Tribunal Internacional de las Naciones Unidas. Barayagwiza se negó a participar en el juicio, afirmando que los jueces no eran imparciales.
El 3 de diciembre de 2003, al ser condenado a 35 años de cárcel (fue sentenciado a 27 años, dado al período que duró el juicio), él anunció que iba a apelar su condena. El 30 de noviembre de 2004, se le asignó a Donald Herbert  y Tanoo Mylvaganam como abogados defensores. Alfred Pognon fue llamado abogado defensor ''adjunto'' de Barletta Caldarera. Su última apelación fue rechazada por Tribunal Penal Internacional para Ruanda el 22 de junio de 2009.
Barayagwiza falleció el 25 de abril de 2010 en Porto Novo, Benín, tras un avanzado caso de hepatitis C. Su familia informó que él rechazo recibir tratamiento médico.